# Edison Music Awards 2003
De Edison Music Awards Populair 2003 (of kortweg Edisons) werden op 6 maart 2003 uitgereikt. De nominaties werden op 13 januari bekendgemaakt. De uitreiking was live op SBS6 te zien in een programma dat gepresenteerd werd door Adam Curry, Patricia Paay en Jeroen Nieuwenhuize. Er waren optredens van onder meer The Sugababes, Laura Pausini, Mark Knopfler en René Froger.
De Edisons Klassiek en Edisons Jazz werden op latere data uitgereikt.
De single en album van het jaar werden gekozen tijdens de tv-uitzending door het publiek gekozen via televoting. In 2003 werden beide prijzen gesponsord door Nescafé, dat er ook z'n naam aan gaf.
Tevens was er een Edison die door de luisteraars van Radio 538 werd gekozen, de Radio 538 Artiest van het jaar.

## Pop
Algemeen (geen onderverdeling in binnen- en buitenlandse artiesten)
- Nescafé Single van het jaar: DI-RECT voor Inside my head
- Nescafé Album van het jaar: BLØF voor Blauwe ruis
- Radio 538 Artiest van het jaar: Tiësto
- Alternative: Queens of the Stone Age voor Songs for the Deaf
- DVD: Within Temptation voor Mother Earth Tour
- Dance: Sophie Ellis-Bextor voor Read My Lips
- R&B/Hip Hop: Brainpower voor Verschil Moet Er Zijn

Internationaal
- Zangeres: Norah Jones voor Come Away With Me
- Zanger: Robbie Williams voor Escapology
- Groep: Venice voor Welcome to the Rest of Your Life
- Nieuwe artiest/groep: Avril Lavigne voor Let Go
- Oeuvre: Mark Knopfler

Nationaal
- Zangeres: Anouk voor Graduated Fool
  - Overige genomineerden: Edsilia Rombley en Sita Vermeulen
- Zanger: Marco Borsato voor Onderweg
  - Overige genomineerden: André Hazes en Herman van Veen
- Groep: BLØF voor Blauwe Ruis
- Nieuwe artiest/groep: Relax voor Live @ Panama
- Oeuvre: René Froger

## Klassiek
- Oeuvreprijs: Anne Sofie von Otter
- Opera: Verdi, Falstaff  Terfel, Thomas Hampson, Shtoda e.a., Berliner Philharmoniker olv Claudio Abbado
- Barok: Jean-Baptiste Lully Les Divertissements de Versailles,  Les Arts Florissants o.l.v. William Christie
- Eigentijdse Muziek: Luciano Berio  Voci, Kim Kashkashian, Radio Symphonie Orchester Wien o.l.v. Daniel Russell Davies
- Bijzondere Uitgaven van Historische Aard: Haydn, Chopin e.a.  Richter reDiscovered, Carnegie Hall Recital Svjatoslav Richter  BMG
- Concerten: Tsjaikovski e.a.  Violin Concertos  Vadim Repin, Kirov Orchestra o.l.v. Valeri Gergiev
- Solorecitals: Bach e.a.  Vengerov plays Bach Shchedrin Ysaÿe  Maxim Vengerov
- Kamermuziek: Beethoven  Complete Violin Sonatas  Augustin Dumay, Maria João Pires
- Koormuziek: Stravinsky, Lili Boulanger,  Symphony of Psalms e.a.;  Monteverdi Choir, London Symphony Orchestra o.l.v. John Eliot Gardiner
- Orkestmuziek: Mahler  Symfonie nr. 5  Berliner Philharmoniker o.l.v. Simon Rattle
- Solozang: Bellini, Rossini e.a.  Bel Canto  Renée Fleming, Orchestra of St. Luke¹s o.l.v. P. Summers
- Middeleeuwen en Renaissance: Sweelinck  The Complete keyboard works  Muziek Groep Nederland/Radio Wereldomroep Nederland
- Edison Nescafé Publieksprijs: Carel Kraayenhof, Tango Royal

## Jazz
- Jazz Nationaal: Michel Banabila / Eric Vloeimans  VoizNoiz3
- Vocaal Internationaal: Cassandra Wilson  Belly of the sun
- Instrumentaal Internationaal: Mal Waldron  One more time
- World: Rubén Blades  Mundo
- Bijzondere uitgave van historische aard: Charlie Christian  The Genius of the Electric Guitar
- Edison Jazz Oeuvreprijs 2003: Tony Bennett
- Edison Nescafé World Publieksprijs: Zuco 103  Tales of High Fever

1960 · 1961 · 1962 · 1963 · 1964 · 1965 · 1966 · 1967 · 1968 · 1969 · 1970 · 1971 · 1972 · 1973 · 1974 · 1975 · 1976 · 1977 · 1978 · 1979 · 1980 · 1981 · 1982 · 1983 · 1984 · 1985 · 1986 · 1987 · 1988 · 1989 · 1990 · 1991 · 1992 · 1993 · 1994 · 1995 · 1996 · 1997 · 1998 · 1999 · 2000 · 2001 · 2002 · 2003 · 2004 · 2005 · 2006 · 2007 · 2008 · 2009 · 2010 · 2011 · 2012 · 2013 · 2014 · 2015 · 2016 · 2017 · 2018 · 2019 · 2020 · 2021 · 2022 · 2023 · 2024